# رصاصة رحمة (مسلسل)
رصاصة رحمة، مسلسل دراما كويتي. تم تصويره في أواخر عام 2008، من أجل عرضه في شهر رمضان لعام 2009، إلا أن تم تأجيله ليعرض على تلفزيون دبي في فبراير 2010.

## قصة المسلسل
تدور الأحداث حول قصةٍ رومانسيةٍ بين شابٍ كويتي وفتاةٍ من الشام أحبها حبًّا شديدًا، لكن عندما أراد الزواج بها فوجئ بعقباتٍ من الأهل؛ بسبب الفوارق الاجتماعية والطبقية بينهما، والظروف المحيطة بالفتاة، فيتزوج الشاب الفتاةَ التي اختارها له أهله بالطريقة التقليدية، وتكون المفاجأة عندما تتزوج الفتاة التي أحبها بقريبٍ له، وستعيش معه في البيت نفسه، ومن هنا تبدأ المفارقات والمشاكل.

## البطولة
| الممثلون        |
| --------------- |
| مريم الصالح     |
| عبد العزيز جاسم |
| طيف             |
| مشعل الجاسر     |
| صفاء رقماني     |
| إلهام الفضالة   |
| لمياء طارق      |
| إبراهيم الحربي  |
| عبد الله بهمن   |
| شوق الموسوي     |
| باسم عبد الأمير |
| غرور            |
| إيمان محمد علي  |
| أمل عبد الكريم  |
| سهيل حداد       |
| نادية العاصي    |